# Winning hearts and minds

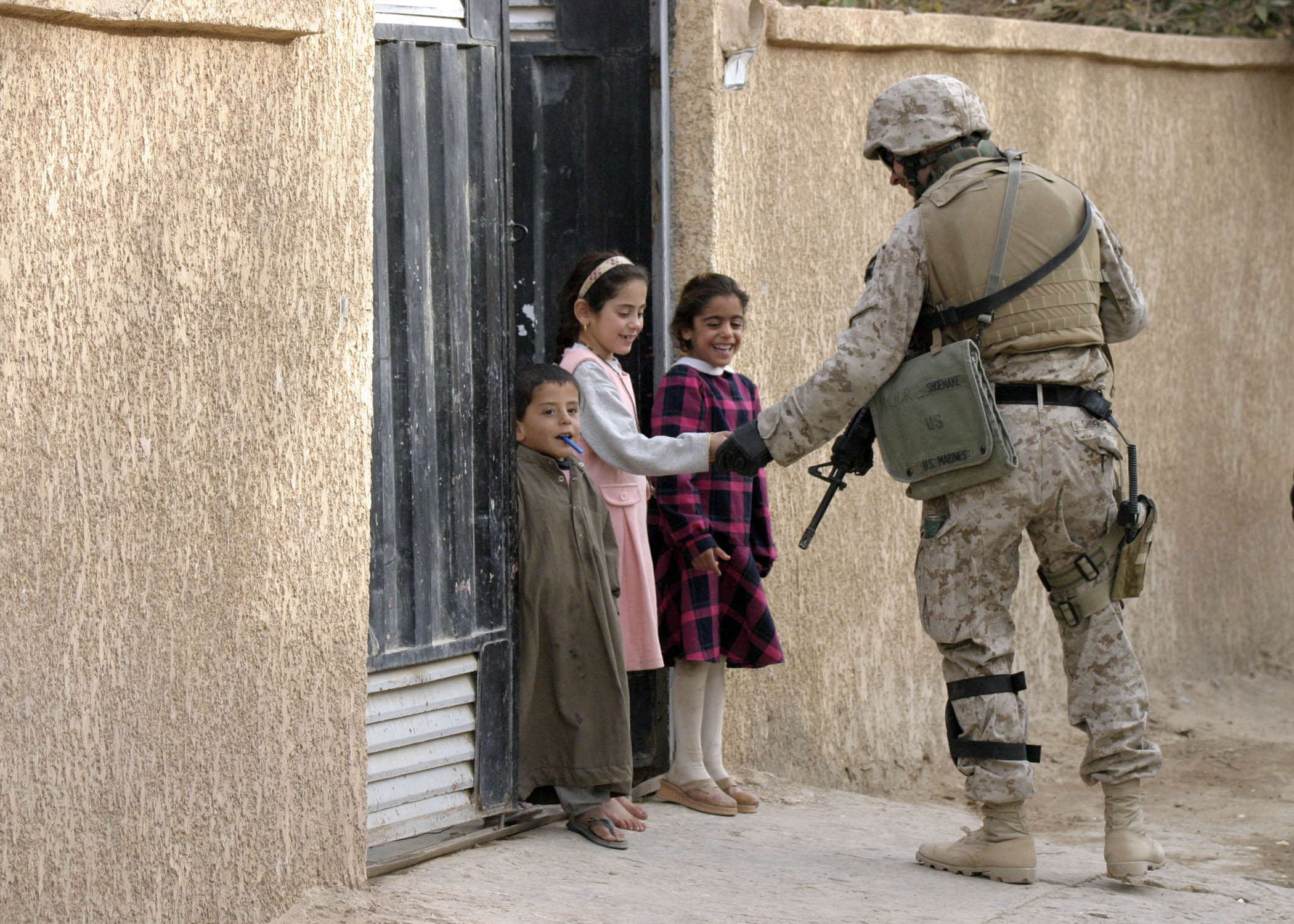
US-Soldat grüßt Kinder im Irak

Eroberung der Herzen und Köpfe (en.: winning hearts and minds, auch Schlacht um Herzen und Hirne) ist eine Strategie der psychologischen Kriegsführung. Dabei rechnet sich der Eroberer geringere Chancen durch den Einsatz von Gewalt aus, und sucht stattdessen durch gezielte Appelle an das Gefühl oder die Vernunft Einfluss auf die andere Seite zu gewinnen.

## Begriffsgeschichte
Den Begriff „Herzen und Köpfe“ als Methode, eine unterdrückte Bevölkerung auf die eigene Seite zu bringen, prägte der französische General und Kolonialbeamte Hubert Lyautey 1895 als Teil seiner Strategie gegen die chinesischen Schwarzflaggen entlang der indochinesisch-chinesischen Grenze.
Bekannter wurde die Wendung durch die britischen Kolonialherren während der Malayan Emergency (1948–1960) in British Malaya, die das Vertrauen der Malaien anstrebten und die Unterstützung durch die chinesischen Kommunisten zu verhindern suchten, indem sie Malaien und anderen ethnischen Gruppen medizinische Hilfe und Nahrungsmittel zukommen ließen. Ein zeitgenössischer britischer Bericht stellt fest:
Ein eindrucksvolles Ergebnis dieser Kampagne war das Ausmaß, in dem malaiische Frauen jetzt an politischen und sozialen Angelegenheiten teilhaben - etwas, das bei einem muslimischen Volk noch sehr ungewöhnlich ist. Soviel zu offiziellen Maßnahmen, um die Einheit der Rassen zu fördern. Aber sowohl General Templer als auch sein Nachfolger Sir Donald MacGillivray haben immer wieder betont, dass der malaiische Patriotismus nicht von außen oder von oben aufgezwungen werden kann; er muss sich in den Herzen und Köpfen der Malaien selbst entwickeln.
Kritisch wurde damals angemerkt, es werde zwar viel davon geredet, "um „die Herzen und Köpfe“ der Malaien zu kämpfen, jedoch nur blinder Gehorsam von ihnen verlangt."
im Vietnamkrieg in den 1960er Jahren starteten die USA eine von Präsident Lyndon B. Johnson inspirierte Hearts-and-Minds-Kampagne. Johnson zielte auf die "hearts and minds" unterschiedlicher Gruppen, einschließlich des amerikanischen Volkes und sogar der gesamten Menschheit. Am 4. Mai 1965 äußerte er:
"Wir müssen also bereit sein, in Vietnam zu kämpfen, aber der endgültige Sieg wird von den Herzen und den Köpfen der Menschen abhängen, die tatsächlich dort leben. Indem wir ihnen helfen, Hoffnung und Elektroenergie zu bekommen führen wir auch einen entscheidenden Schlag aus für die Sache der Freiheit in der ganzen Welt."
Johnson gebrauchte diese Wendung höchstwahrscheinlich in Anspielung auf einen Brief des US-Präsidenten John Adams vom 13. Februar 1818, wo es heißt:
"Die (amerikanische) Revolution hatte bereits gesiegt, ehe der Krieg begann. Sie hatte die Köpfe und Herzen der Menschen ergriffen und ihre religiösen Empfindungen, ihre Ziele und Bestrebungen verändert… Dieser radikale Wandel in den Prinzipien, Meinungen, Gefühlen und Neigungen des Volkes war die wirkliche amerikanische Revolution."
Eine vergleichbare Hearts-and-Minds-Aktion starteten die USA 2003 während der Besetzung des Irak.
Der Ausdruck "Herzen und Köpfe gewinnen" wird inzwischen im Amerikanischen landläufig spöttisch-ironisch gebraucht, um auf jedes Bestreben der Vereinigten Staaten zu verweisen, die öffentliche Meinung in fremden Ländern zu beeinflussen.